# Траговима наших комшија: Јевреји у Босни и Херцеговини и холокауст
Траговима наших комшија: Јевреји у Босни и Херцеговини и холокауст је стручна монографија Анисе Хасанхоџић и Рифета Рустемовић, објављена 2015. године у издању "Института за историју" из Сарајева.

## О књизи
Књига је резултат научно-истраживачког пројекта "After the trace of our neighbor: Jews in Bosnia and Herzegovina and the Holocaust" који је финансиран од стране Еуропске Уније у програму "Еуропа за грађане" и од стране Министарства за образовање, умјетност и културу Републике Аустрије, који за циљ имао оживљавање јеврејске историје Босне и Херцеговине као и њено спашавање од заборава. Пројекат је трајао од децембра 2013. године до 2015. године када је књига објвљена.
Књига доноси заборављену и непознату историју Јевреја у петнаест градова у БиХ. Приказане су јеврејске материјалне и нематеријална култура ио наслеђе које је скоро потпуно уништено током холокауста. 
У књизи је дат прво општи приказ о јеврејској историји свагог града који је наведен, те портретити породица, значајних појединаца, као и приказ доприноса Јевреја друштвено-културној организацији ових градова од доласка на просторе БиХ.
Аутори су са књигом пружили увид у животе Јевреја у БиХ и све што су чинили да би доприниели развоју градова у којима су живели.

### Поглавља о градовима
Поглавља и градови у БиХ у којима је приказана историја Јевреја:
- Бања Лука
- Бихаћ
- Бијељина
- Дервента
- Грачаница
- Кладањ
- Мостар
- Рогатица
- Сарајево
- Травник
- Тузла
- Власеница
- Завидовићи
- Зеница
- Зворник